# Магнітний екран

Рис. 1.Магнітний екран спідометра. Схема спідометра: 1 – приводний валик; 2 – обертовий магніт; 3 – алюмінієвий диск; 4 – магнітний екран; 5 – пружина; 6 – стрілка; 7 – лічильний механізм; 8 і 9 – валики приводу лічильного механізму; 10 – шкала.

Рис. 2. Ілюстрація принципу дії магнітного екрана.

Магнітний екран — пристрій для захисту магніточутливих приладів, наприклад гірокомпаса від впливу магнітних і електромагнітних полів, що відводять вісь гірокомпаса з площини меридіана. 
Ефективність захисної  дії екрана   характеризується коефіцієнтом екранування — відношенням напруженостей магнітного поля в місці розташування гіромотора при відсутності і наявності магнітного екрана. 

## Різновиди
- Феромагнітний екран - лист, циліндр, сфера (оболонка будь-якої форми) з матеріалу з високою магнітною проникністю m низькою залишковою індукцією Br і малою коерцитивною силою Нс. Принцип дії ілюструється на рис. 2. Часто М. е. виготовляються з пермалою — сплаву з високою магнітною проникністю.
- Екрани з матеріалу з високою електропровідністю (Cu, Al тощо) служать для захисту від змінних магн. полів. При зміні зовн. магн. поля в стінках екрана виникають індукц. струми, які охоплюють екрануємий об'єм.
- Надпровідні екрани. Дія екранів цього типу заснована на Мейснера ефекті - повне витіснення магн. поля з надпровідника. При будь-якій зміні зовн. магн. потоку в надпровідниках виникають струми, які відповідно до правила Ленца  компенсують ці зміни. На відміну від звичайних провідників в надпровідниках індукц. струми не загасають і тому компенсують зміну потоку протягом всього часу існування зовн. поля.